# Harold Corsini
Harold Corsini (28. srpna 1919 – 1. ledna 2008) byl americký fotograf.

## Životopis
Harold Corsini se narodil italským přistěhovalcům v New Yorku a začal zde svou kariéru jako nezávislý podnikatel. Fotografie, kterou pořídil asi ve svých 16 letech, letecký snímek fotbalistů, je archivován ve sbírce George Eastmana v Rochesteru v New Yorku. Tři roky pomáhal Arnoldu S. Eaglovi jako učitel fotografie pro Národní správu mládeže. Corsini obdivoval práci fotografů Roya Strykera Farm Security Administration a usiloval o dokumentární styl, který praktikovali. V roce 1938 vstoupil do Photo League, „jediného volného klubu v New Yorku“, jehož členové byli sociálně zainteresovanými fotografy.
Po několika úkolech pro časopis Life, se Corsini v roce 1943 připojil k dokumentárnímu projektu Standard Oil pod Royem Strykerem, kde pracoval déle než kterýkoli jiný fotograf. Spolupracoval také s Farm Security Administration, jedním z programů New Deal Franklina Delana Roosevelta. Fotografoval život během Velké hospodářské krize. Společnost FSA byla vytvořena v USA v roce 1935 a jejím úkolem bylo v krizi pomáhat proti americké venkovské chudobě. FSA podporovalo skupování okrajových pozemků, práci na velkých pozemcích s moderními stroji a kolektivizaci. Kromě Libsohna byli v sociologicko-dokumentárním programu této agentury zapojeni fotografové jako například Walker Evans, Dorothea Langeová, Roy Stryker, Arthur Rothstein, Gordon Parks nebo Ben Shahn.
Se vstupem USA do druhé světové války však nastala změna: projekt FSA dostal jiné jméno – Office of War Informations (OWI) – a také jiný program. Ve válce musela propaganda ukazovat, jak jsou Spojené státy silné a ne jaké mají potíže. V roce 1948, kdy FSA zanikla, byla dokonce snaha pořízené dokumenty zničit, aby nemohly být použity pro propagandu komunistickou.
V roce 1950 doprovázel Strykera do Pittsburghu v Pensylvánii a pomáhal mu jako vedoucí fotografického oddělení v Pittsburské fotografické knihovně (Pittsburgh Photographic Library – PPL). Tam zaznamenal první renesanční proměnu města, která zahrnovala přestavbu parku Point State a stavbu Gateway centra. Zůstal v Pittsburghu, když se knihovna PPL rozpustila a začal podnikat v oblasti komerční fotografie. Nakonec se stal oficiálním fotografem US Steel. Corsiniho práce s US Steel dokumentovala práci na průmyslových výrobcích od začátku do konce.
Když Corsini v roce 1975 odejít do důchodu, prodal své studio a poté nastoupil na fakultu na Carnegie Mellon University, kde učil devět let.
Jeho fotografické dílo je ve sbírkách Pittsburské fotografické knihovny, v archivu University of Louisville, George Eastman House a Carnegie Museum of Art a Univerzita v Pittsburghu.
Zemřel na Nový rok 2008, ve věku 88 let, po mrtvici. Přežila ho jeho manželka, dvě děti a bratr.

## Výstavy (výběr)
- 4. listopadu 2011 – 25. března 2012, The Radical Camera: New York's Photo League, 1936–1951 v Židovském muzeu (New York)
- únor – duben 2004, Iron & Steel v Keith De Lellis Gallery
- 13. května – 3. července 1983, Roy Stryker: USA, 1943–1950[6] v Mezinárodním středisku fotografie

## Knihy
- Carnegie Mellon: A Portrait, photographs (Pittsburgh: Carnegie Mellon University, 1986).